# Mataiur
El Mataiur és una muntanya dels Alps Julians. Té una altitud de 1.641 metres per sobre del nivell del mar. Es troba a la part oriental del Friül – Venècia Júlia, a la frontera entre Itàlia i Eslovènia.